# Xã Perche, Quận Boone, Missouri
Xã Perche (tiếng Anh: Perche Township) là một xã thuộc quận Boone, tiểu bang Missouri, Hoa Kỳ. Năm 2010, dân số của xã này là 4.079 người.